# Warsaw Business Journal
Das Warsaw Business Journal ist eine monatlich erscheinende englischsprachige Zeitschrift mit Sitz in Warschau. Der Titel richtet sich an in Polen lebende Ausländer und Geschäftsreisende. Es wird zu wirtschaftlichen, geschäftlichen und politischen Themen veröffentlicht. Ein besonderer Schwerpunkt wird auf den Immobilienmarkt gelegt.

## Geschichte
Die Zeitung wurde 1994 als eine Schwesterpublikation des Budapest Business Journals des Medienunternehmens New World Publishing (NWP) von den US-Amerikanern Thom Barnhardt und Stephen O’Connor gegründet. Eine weitere Schwesterpublikation war das Prague Business Journal, das im Jahr 2004 eingestellt wurde. Mit einem zunächst als Joint-Venture-Partner (Verleger einer Fachzeitschrift) gewonnenen Warschauer Unternehmer kam es kurz nach Gründung der Zeitung zu Unstimmigkeiten. Es folgte ein Rechtsstreit und über mehrere Wochen wurden jeweils parallel zwei Ausgaben des Titels (von jeder Partei) verlegt, bis sich NWP durchsetzen konnte.
Ab dem Jahr 2002 kam es zu Problemen mit der polnischen Steuerbehörde. 2004 konnte nach einer Restrukturierung des polnischen Verlages sowie Verkauf an die New World Publishing Polska Sp.z o.o. eine Vereinbarung über die Steuerschulden getroffen werden. Im August 2004 übernahm das Medienunternehmen Valkea Media S.A. den Titel. Daneben gingen auch kleinere andere Publikationen der polnischen NWP an den neuen Eigentümer über. Unter dem neuen Besitzer wurde 2005 die Druckauflage der Zeitung von 10.000 Exemplaren auf zunächst 15.000 Exemplare erhöht. Auch wurde der Vertrieb des bislang vorwiegend in der Warschauer Region verbreiteten Titels auf das ganze Land ausgeweitet. Im Jahr kam es zu einem Relaunch der Zeitschrift.
Neben der Zeitschrift werden auch verschiedene digitale Medien in höherer Erscheinungsfrequenz herausgegeben.